# Rohrschelle

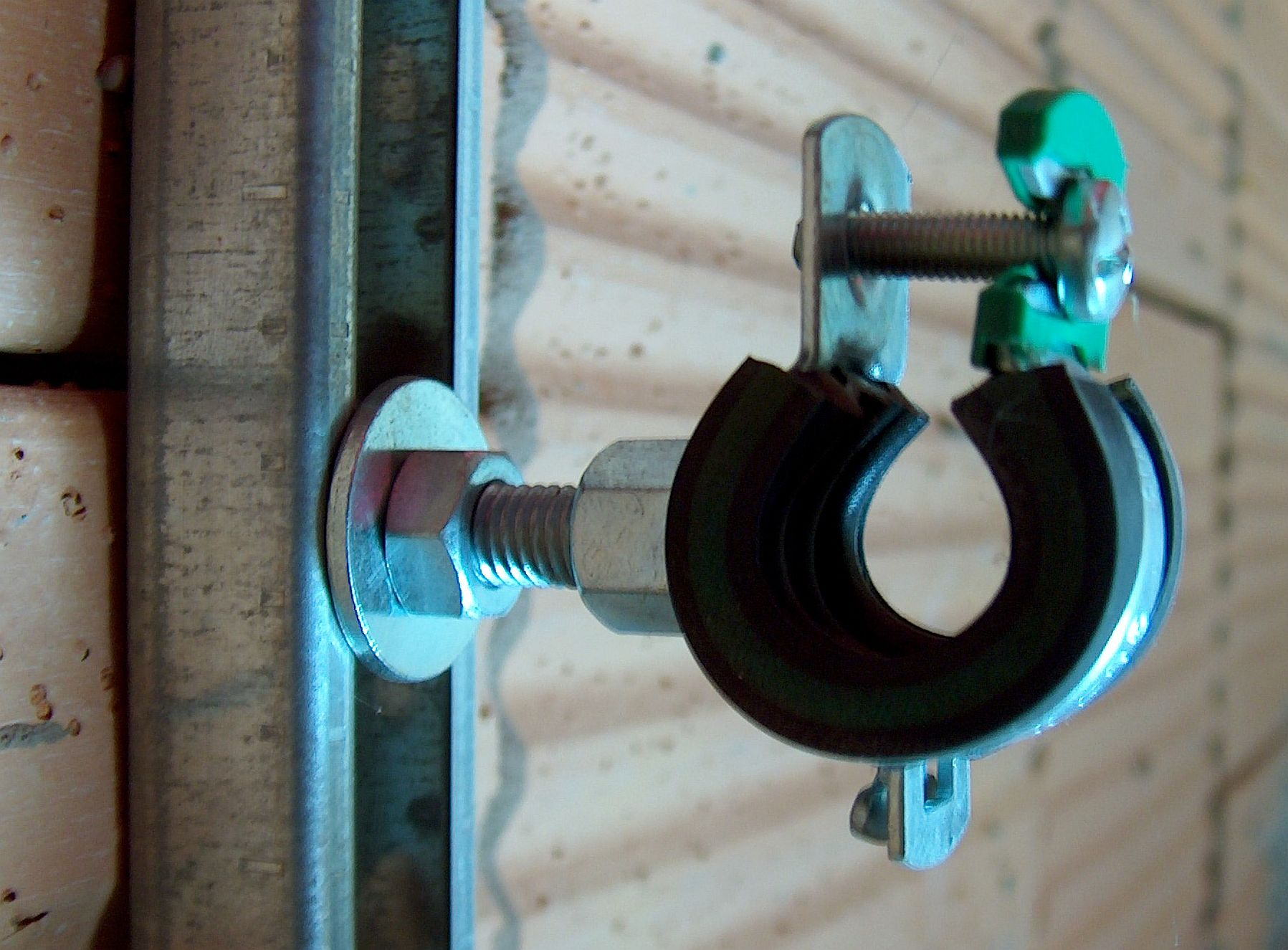
Rohrschelle

Rohrschellen, in Norddeutschland auch Schappel(n) genannt, sind Halterungen, die der Befestigung von Rohrleitungen an tragenden Konstruktionen und Rohrunterstützungen dienen und insbesondere in der technischen Gebäudeausrüstung verwendet werden.
In der Anwendung kann zwischen „Festschelle“ und „Losschelle“ unterschieden werden. Die Erstgenannte fixiert das Rohr an dieser Stelle fest, die zweite Anwendungsart lässt dem Rohr Bewegungsspielraum in der Schelle bei Längenveränderungen infolge von Temperaturschwankungen.
Im Schweizer Sprachraum wird für größere Rohr- und Mastschellen auch der Begriff „Bride“ verwendet (französisch unter anderem für Bund oder Flansch). Der Begriff Bride wird allerdings auch für (Spann-)Schellen zur Herstellung dichter Rohrverbindungen verwendet.
Rohrschellen können auch zum Bündeln fliegender Leitungen eingesetzt werden.
Nagelschellen werden heute überwiegend als Kabelschellen eingesetzt, teilweise auch noch für Rohrschellen Die Befestigung geschieht ansonsten meist mit Schrauben und Stockschrauben.

## Ausführungen
Es gibt eine Vielzahl an Ausführungen, die aus Stahl (z. B. S235JR), Edelstahl oder Kunststoff gefertigt werden. Rohrschellen aus Stahl werden mit oder ohne schalldämmender Einlage zur Körperschallentkopplung angeboten, die in der Regel aus Gummi (z. B. Ethylen-Propylen-Dien-Kautschuk/Styrol-Butadien-Kautschuk) oder Filz besteht.
Man unterscheidet einteilige und zweiteilige Rohrschellen. Das Oberteil von zweiteiligen Schellen kann mit zwei Schrauben am Unterteil befestigt werden oder alternativ mit einem einhakenden Scharnier einerseits und einer Klemmschraube oder einem Schnappverschluss (Clipverschluss) gegenüber. Zur Montageerleichterung ist das Oberteil oft mit unverlierbaren Schrauben am Unterteil befestigt.
Das Unterteil von Rohrschellen aus gepresstem Stahlblech besitzt in der Regel ein Anschlussgewinde, etwa in Form einer aufgeschweißten Mutter, das zur Aufnahme der Stockschraube oder einer Gewindestange dient. Gängige Größen sind M8, M10 und M12. Manche Muttern verfügen über ein abgestuftes Gewinde, das wahlweise mit zwei verschiedenen Gewindedurchmessern verwendet werden kann.

### Blockschellen für Hydraulikrohre
Hydraulikleitungen an Maschinen werden häufig in Blockschellenpaaren nach DIN 3015 aus Aluminium, Kunststoff (Polypropylen oder Polyamid) oder gekapseltem Elastomer verschraubt. Ein oder auch mehrere Blockpaare werden an eine (verschiebliche) Grundplatte geschraubt.

### Schnappschellen aus Kunststoff
Rohr-Schnappschellen (Klemmschellen, Clipschellen) aus Kunststoff umfassen ein Rohr nur um etwas mehr als 180° des Umfangs und finden vorwiegend Anwendung bei der Montage von Elektroleitungen in Schutzrohren sowie von leichten Rohrleitungen aus Kupfer, Kunststoff oder Kunststoff-Aluminium-Verbund. Sie werden z. B. aus Polyamid gefertigt.

### Leichte Ausführungen für Rohre mit größerem Durchmesser
Rohrschellen für Regenfallrohre bestehen oft aus zwei mit einem Scharnier verbundenen Hälften aus verzinktem Blech. Das hintere Teil trägt eine Mutter oder einen eingenieteten Nagelstift, der in Mauerwerk oder Holz eingeschlagen wird. Häufig verbindet eine Ringschraube mit M6-Gewinde die vordere mit der hinteren Lasche, die ein Innengewinde trägt.
Abwasserrohre werden in der Regel mit schallgedämmten Blechschellen befestigt, deren Ausführung den Rohrschellen für Leitungen mit geringerem Durchmesser entspricht.
Abwasser- und Regenfallrohre werden in privaten Wohngebäude auch mit leichten Kunststoffschellen befestigt, die mit einer Schraube oder mit Schnappdeckel geschlossen werden können.
Wickelfalzrohre als Lüftungsleitungen werden oft mit einfachen Schellen aus Blechband befestigt.

### Sonstige
Spannschellen bzw. Spannbackenschellen üben einen stärkeren und gleichmäßigeren Zug in tangentialer Richtung auf den Umfang eines Rohres aus und werden wie Schlauchschellen eher zum Verspannen eines zweiten Elements auf einem zylindrischen Körper (z. B. Tülle, Hülse oder Stutzen) verwendet, als zur Befestigung des Körpers. Zwei Rohrenden bzw. zwei runde Elemente mit Bördel- bzw. Bundkragen können mit einer Sickenschelle zusammengehalten und verspannt werden.
Rundbügelschellen nach DIN 3570 (in der Art von Seilklemmen) bestehen aus einem halbrund gebogenen Stahlstab mit beidseitigem Außengewinde. Mit einer zweifach gelochten Stahlplatte oder einem Tragarm als Gegenhalter für die Muttern können Stahlrohre fest eingespannt werden.